# Ga Hakata

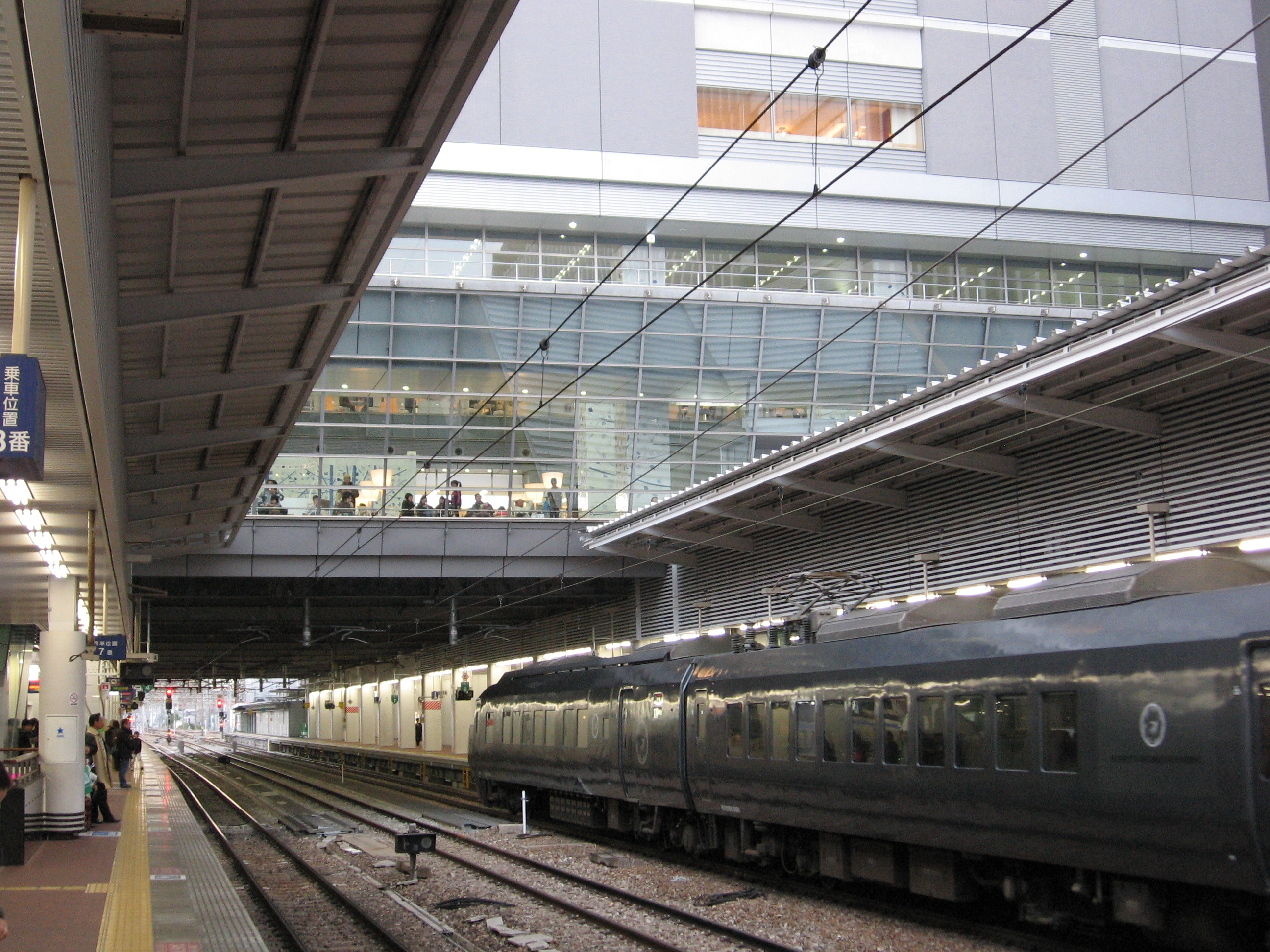
Platform

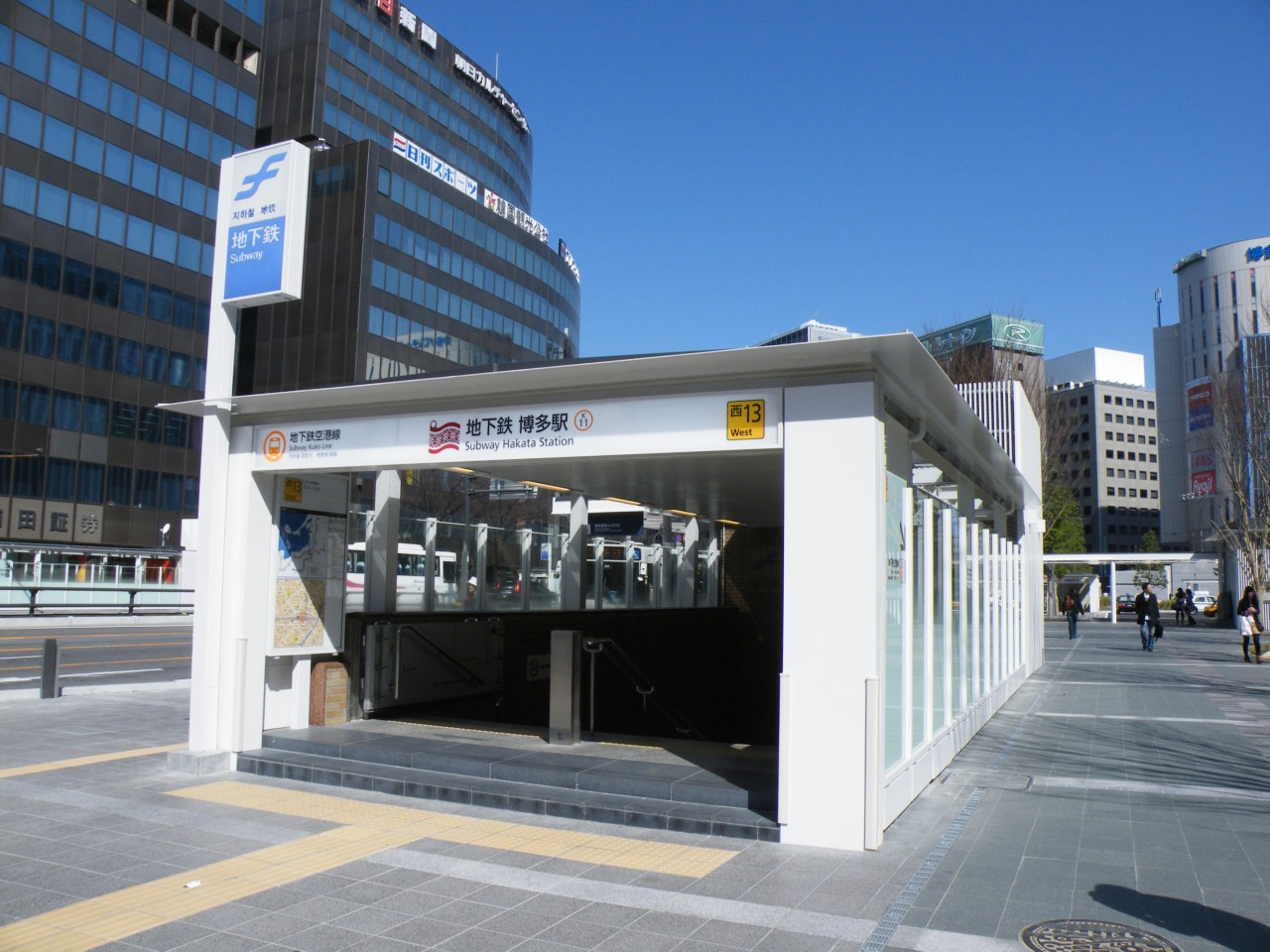
Entrance of Fukuoka City Subway

Ga Hakata (博多駅 (Bác Đa dịch) Hakata-eki) là nhà ga đường sắt chính của thành phố Fukuoka, Nhật Bản. Đây là ga lớn nhất và đông nhất ở Kyūshū nằm ở Hakata-ku. Đây là ga cuối trên tuyến Sanyo Shinkansen từ Osaka. Nhà ga được xây dựng lại, và hoàn thành vào năm giữa năm 2011, cũng vào dịp khai trương tuyến Kyushu Shinkansen từ Hakata đến Shin-Yatsushiro và xuống phía nam đến Kagoshima-Chūō.

## Sơ đồ đường tàu

### JR Kyūshū・JR West

#### Các Đường tàu
Các đường tàu cho tuyến thường
| 1・2 | ■Tuyến Kagoshima       | （Up）                 | đi Kashii・Akama・Orio・Kokura・Mojikō・Ōita | 特急は主に2番のりば    |
| 3・4 | ■Tuyến Kagoshima       | （Up）                 | đi Kashii・Akama・Orio・Kokura・Mojikō       |                        |
| 3・4 | ■Tuyến Kagoshima       | （Down）               | đi Saga・Nagasaki・Huis Ten Bosch・Sasebo    | 長崎本線直通の特急     |
| 5・6 | ■Tuyến Kagoshima       | （Down）               | đi Futsukaichi・Tosu・Kurume                 | 久大本線直通の特急含む |
| 7    | ■Tuyến Kagoshima       | （Down）               | đi Futsukaichi・Tosu・Kurume                 |                        |
| 7    | ■Tuyến Fukuhoku Yutaka | ■Tuyến Fukuhoku Yutaka | đi Shin-Iizuka・Nōgata・Orio                 |                        |
| 8    | ■Tuyến Fukuhoku Yutaka | ■Tuyến Fukuhoku Yutaka | đi Shin-Iizuka・Nōgata・Orio                 |                        |

Các đường tàu cho Shinkansen
| 11     | Kyūshū Shinkansen    |  | đi Kumamoto・Kagoshima-Chūō              | Sử dụng cho chuyến tàu đầu tiên |
| 11     | ■Tuyến Hakata-Minami |  | đi Hakata-Minami                         |                                 |
| 12・13 | Sanyō Shinkansen     |  | đi Hiroshima・Okayama・Shin-Ōsaka・Tokyo | 「のぞみ」は主に12番線          |
| 14     | Sanyō Shinkansen     |  | đi Hiroshima・Okayama・Shin-Ōsaka・Tokyo |                                 |
| 14     | Kyūshū Shinkansen    |  | đi Kumamoto・Kagoshima-Chūō              |                                 |
| 14     | ■Tuyến Hakata-Minami |  | đi Hakata-Minami                         |                                 |
| 15・16 | Kyūshū Shinkansen    |  | đi Kumamoto・Kagoshima-Chūō              |                                 |
| 15・16 | ■Tuyến Hakata-Minami |  | đi Hakata-Minami                         |                                 |

### Tàu điện ngầm thành phố Fukuoka

#### Ray
| 1 | ■Tuyến Sân bay | đi Sân bay Fukuoka                              |
| 2 | ■Tuyến Sân bay | đi Tenjin・Meinohama・Chikuzen-Maebaru・Karatsu |

## Ga lân cận
JR Kyūshū
■Kyushu Shinkansen
Ga Kokura (Sanyō Shinkansen) - Ga Hakata - Ga Shin-Tosu
■Tuyến Kagoshima
Rapid/Semi-Rapid
Ga Yoshizuka - Ga Hakata - Ga Minami-Fukuoka
Local
Ga Yoshizuka - Ga Hakata - Ga Takeshita
■Tuyến Sasaguri (Tuyến Fukuhoku Yutaka)
Ga Yoshizuka - Ga Hakata
JR West
■Sanyō Shinkansen
Ga Kokura - Ga Hakata - Ga Shin-Tosu (Kyūshū Shinkansen)
■Tuyến Hakata-Minami
- Ga Hakata - Ga Hakata-Minami
Fukuoka City Subway
■Tuyến Sân bay
Ga Gion - Ga Hakata - Ga Higashi-Hie